# Frank Dukes
Adam King Feeney (Toronto, 12 de setembro de 1983), conhecido artisticamente como Frank Dukes, é um produtor musical e DJ canadense. Um produtor prolífico, ele trabalhou com artistas como Camila Cabello ("Havana", "Never Be the Same"), Post Malone ("Congratulations," "Better Now," Circles") e The Weeknd ("Chame meu nome"). Depois de usar o apelido por vinte anos, em novembro de 2021, ele anunciou sua aposentadoria como Frank Dukes para seguir sua própria música e arte como Ging.

No início de sua carreira, Dukes se estabeleceu como produtor trabalhando com vários membros do Wu-Tang Clan e G-Unit, bem como jovens talentos de Toronto como BADBADNOTGOOD. Ele ganhou destaque na década de 2010 como compositor e beatmaker cujo trabalho foi utilizado por produtores de discos proeminentes para amostrar em suas próprias produções; muitas de suas amostras foram usadas em músicas para grandes artistas, incluindo Drake (como a primeira grande colocação de Duke, "0 to 100"), Travis Scott, Taylor Swift, e Kanye Westt, com alguns desenhos da Kingsway Music Library, uma amostra popular biblioteca que ele administra desde 2011. Dukes ajudou a produzir mais de trinta singles de platina desde 2014. Entre outros prêmios e indicações, o trabalho de Dukes ganhou três Grammy Awards de 30 indicações. Ele é considerado um dos maiores produtores do Canadá, tendo sido premiado como Compositor do Ano pela SOCAN quatro vezes e recebeu honras semelhantes do BMI e do Juno Awards.